# Jadę w świat
Jadę w świat to pierwszy album Marii Jeżowskiej, wydany w 1981 roku przez wytwórnię Wifon. Muzykę do wszystkich utworów napisała sama Jeżowska. W chórkach towarzyszyła jej Urszula.

## Lista utworów
Strona A
1. „Od rana mam dobry humor” - 3:00
2. „Reggae o pierwszych wynalazcach” - 4:35
3. „Deszcz zielonych lat”- 3:25
4. „Żyć do pełna” - 3:30
5. „Kolejowy flirt” - 3:55

Strona B
1. „Kino „Raj”” - 2:55
2. „Najpiękniejsza w klasie” - 4:10
3. „Jadę w świat” - 3:30
4. „Nutka w nutkę zgadza się” - 3:15
5. „Nocne granie” - 4:25